# フキデモノと妹
『フキデモノと妹』（ふきでものといもうと）は、2008年3月1日にテレビ朝日系（一部系列局除く）で放映された、単発スペシャルのテレビドラマである。
第7回テレビ朝日21世紀新人シナリオ大賞ドラマとして制作され、岡田将生にとって、テレビドラマ初主演の作品となった。
2009年9月にはDVDが発売されている。

## 概要
- 不器用だが、難病の妹に対する優しい心を持った一人のさえない若者。そんな若者の顔に異変が起こった。鼻の下の吹き出物から花が咲いていた。若者はその異様なカッコ悪さに困惑するが、妹はその花にオー・ヘンリーの作品「最後の一葉」の姿を重ね合わせる。
- 内容は徹底してメルヘンタッチな演出となっている。

## キャスト
成田 和輝
演 - 岡田将生
フキデモノに花が咲いた主人公。
成田 真美
演 - 恒松祐里
難病で入院中の和輝の妹。
樋口 純子
演 - 酒井若菜
和輝のバイト先のブスな先輩。
橋口 智也
演 - 溝端淳平
和輝の友人。
成田 茂雄
演 - 浅野和之
和輝の父。
成田 美智子
演 - 秋本奈緒美
和輝の母。
- 小松未可子
- 藤岡静香
- 神谷涼太
- 橋本くるみ
- 篠原楓
- 木田淳一
- 芹澤セリコ
- 三島ゆたか
- 木村英太郎

## スタッフ
- 脚本 - 春名功武
- プロデュース - 奥住尚弘（テレビ朝日）、浅井千瑞（MMJ）
- 演出 - 木内麻由美（テレビ朝日）
- ロケ協力 - 東京経営短期大学、東京ガス豊洲開発、ラ・ボエム
- 特殊メイク - 江川悦子
- 音響効果 - スポット
- 編集・VFX - オムニバスジャパン
- 美術協力・CG - テレビ朝日クリエイト
- 照明協力 - 共立
- 技術協力 - テイクシステムズ、テレテック
- スタジオ - レモンスタジオ
- 製作協力 - メディアミックス・ジャパン
- 製作著作 - テレビ朝日

## 参考
- フキデモノと妹 - テレビドラマデータベース